# 拜尔齐克·佐尔坦
拜尔齐克·佐尔坦（匈牙利語：Berczik Zoltán，1937年8月7日—2011年1月11日），匈牙利男子乒乓球运动员。他曾获得3枚世界乒乓球锦标赛银牌和3枚铜牌，6枚欧洲乒乓球锦标赛金牌。